# Erythmelus tintoreti
Erythmelus tintoreti är en stekelart som beskrevs av Girault 1922. Erythmelus tintoreti ingår i släktet Erythmelus och familjen dvärgsteklar. Inga underarter finns listade i Catalogue of Life.